# Pistolet maszynowy Viking
Viking – amerykański pistolet maszynowy skonstruowany przez Franka Csongora.
Viking jest bronią samczynno-samopowtarzalną działającą na zasadzie odrzutu zamka swobodnego. Zasilanie z dwurzędowych magazynków o pojemności 20 lub 36 naboi, gniazdo magazynka w chwycie pistoletowym. Kolba wysuwana, wykonana z wygiętego pręta. Przyrządy celownicze mechaniczne, do broni może być przyłączony celownik optyczny.